# Movatn
Movatn ist eine Ortschaft in der norwegischen Kommune Oslo in der Provinz (Fylke) Oslo. Der Ort hat 308 Einwohner (Stand: 1. Januar 2024).

## Geografie
Movatn ist ein sogenannter Tettsted, also eine Ansiedlung, die für statistische Zwecke als eine städtische Siedlung gewertet wird. Der Ort liegt an der Grenze zur Kommune Nittedal im Tal Maridalen, das sich durch das Waldgebiet Marka zieht. Auf der Grenze zu Nittedal schließen sich im Osten die Seen Nordre Movann und Søndre Movann an die Ortschaft an. Das Osloer Stadtgebiet, also der Tettsted Oslo, erstreckt sich südlich von Movatn über mehrere Kommunen. Neben der Stadt Oslo ist die Ortschaft Movatn der einzige Tettsted in der Kommune Oslo.

## Verkehr
In Movatn liegt der Gjøvikbanen-Haltepunkt Movatn stasjon. Der Haltepunkt liegt rund 19 Kilometer vom Osloer Hauptbahnhof entfernt.